# Candida colliculosa
Candida colliculosa (Sacc. & D. Sacc.) S.A. Mey. & Yarrow – gatunek grzybów zaliczany do klasy droźdżaków (Saccharomycetes). Grzyb mikroskopijny.

## Systematyka i nazewnictwo
Pozycja w klasyfikacji według Index Fungorum:
Candida, Incertae sedis, Saccharomycetales, Saccharomycetidae, Saccharomycetes, Ascomycota, Fungi.
Po raz pierwszy zdiagnozowali go Pier Andrea Saccardo i jego syn Domenico Saccardo w 1906 r. nadając mu nazwę Torulopsis colliculosa. Obecną, uznaną przez Index Fungorum nazwę nadali mu S.A. Meyer i D. Yarrow w 1978 r.
Synonimy:
- Cryptococcus colliculosus (Sacc. & D. Sacc.) C.E. Skinner 1950
- Eutorula colliculosa (Sacc. & D. Sacc.) H. Will 1916

## Znaczenie
W Polsce C. colliculosa wyizolowany został w wodzie. Jak dotąd nie był uważany za grzyb chorobotwórczy, ale w 2003 r. po raz pierwszy wyizolowano go z płuc 71-letniego pacjenta chorego na grzybicze zapalenie płuc.
Wykorzystywany jest do produkcji niektórych kefirów i serów.